# 科斯琴 (大波蘭省)
科斯琴是波蘭的城鎮，位於該國西部，距離首府波茲南21公里，由大波蘭省負責管轄，面積8.03平方公里，2017年人口9711。1655年，該鎮發生瘟疫，造成270人死亡。
52°23′48″N 17°13′18″E / 52.39667°N 17.22167°E